# Stato di quiete
In fisica lo stato di quiete è la condizione macroscopica di un corpo che non sia soggetto a moto.
I corpi in quiete sono oggetto di studio della statica (nel caso dei solidi) e dell'idrostatica (nel caso dei fluidi).

## Stato di quiete nei solidi
In statica si dice che un corpo solido è in uno stato di quiete se ogni parte di tale corpo non varia la propria posizione rispetto ad un sistema di riferimento inerziale per un determinato lasso di tempo finito.
Perché si possa realizzare tale stato di quiete, la velocità e l'accelerazione del corpo e di tutte le sue parti durante l'intervallo di tempo considerato devono essere nulle. In altre parole, un corpo si trova in uno stato di quiete se non è in moto (cioè non subisce traslazioni o rotazioni).
Lo stato di quiete è una particolare condizione di equilibrio. In particolare se un corpo si trova in uno stato di quiete, si realizza un equilibrio statico (essendo la velocità nulla), mentre nel caso in cui il corpo sia in moto si realizza un equilibrio dinamico (essendo la velocità non nulla).
Lo stato di quiete di un corpo può essere perturbato attraverso l'applicazione di una o più forze.

## Stato di quiete nei fluidi
In fluidostatica si dice che un fluido è in uno stato di quiete se sulla superficie del contorno del sistema agiscono solo forze normali (cioè non tangenziali) e se tali forze sono distribuite in maniera uniforme su tale superficie.
Per un fluido in quiete, l'unica causa associata alla variazione di pressione è la forza di gravità, per cui i punti all'interno di fluido che abbiano la stessa quota presentano lo stesso valore di pressione; tali considerazioni sono riassunte dalla legge di Pascal e dalla legge di Stevin.

## Punto di vista macroscopico e microscopico
Nel caso di un fluido in quiete le singole particelle che lo costituiscono (atomi o molecole) si muovono a causa del fenomeno dell'agitazione termica (che è assente solo alla temperatura dello zero assoluto), per cui dal punto di vista macroscopico il fluido è in quiete, ma dal punto di vista microscopico le singole particelle sono continuamente in moto.
Analogamente, nel caso di un solido, le singole particelle che lo costituiscono (atomi, ioni o molecole) sono in continuo movimento; tale movimento è comunque meno evidente rispetto al caso dei fluidi; infatti mentre le particelle dei fluidi si muovono liberamente all'interno del volume che le contiene, nel caso dei solidi tale movimento delle particelle è prevalentemente di tipo vibrazionale; ad esempio nel caso di un solido ionico cristallino i singoli ioni subiscono piccolissime traslazioni attorno alla rispettiva posizione reticolare.
Per quanto detto, sia nel caso di fluidi sia nel caso di solidi dal punto di vista microscopico si hanno continui movimenti delle particelle che costituiscono il corpo in esame; tali movimenti comunque non sono associati ad un moto d'insieme, per cui dal punto macroscopico il corpo sembra fermo, cioè lo stato di quiete è uno stato macroscopico.